# 9898 Yoshiro
9898 Yoshiro este un asteroid din centura principală de asteroizi.

## Descriere
9898 Yoshiro este un asteroid din centura principală de asteroizi. A fost descoperit pe 18 februarie 1996 la Ōizumi de Takao Kobayashi. Asteroidul prezintă o orbită caracterizată de o semiaxă mare de 2,37 ua, o excentricitate de 0,07 și o înclinație de 5,9° în raport cu ecliptica.